# 나카야마정
나카야마정(일본어: 中山町 나카야마마치[*])은 일본 야마가타현 동부에 있는 히가시무라야마군의 정이다.
에도 시대에는 모가미강을 이용한 기타마에선의 수운 교통으로 번창하였다.

## 지리
오우산맥과 데와 구릉에 둘러싸인 야마가타 분지의 서부에 있고 서부에는 완만한 구릉이 있지만 대부분은 거의 평지가 차지하고 있다. 북쪽은 모가미강을 사이에 두고 사가에시와, 동쪽은 스가와강을 사이에 두고 야마가타시나 덴도시와 접하고 있다.
정의 중심은 우젠나가사키역 동쪽의 나가사키 주변에 집중하고 있지만 모가미강 부근에서는 서쪽으로 나카야마 공원과 야마가타현 야구장이 있고 중심부에서 근접하는 부분에는 나가사키 세세라기 공원과 나카가와하라 나가사키 단지가 있어 택지 조성이 활발히 행해지고 있다.

## 역사
- 1889년 - 모가미촌, 도요타촌이 탄생하였다.
- 1897년 - 모가미촌이 나가사키정이 되었다.
- 1954년 10월 1일 - 히가시무라야마군 나가사키정과 도요타촌의 합병으로 나카야마정이 탄생하였다.

## 인구
11,096명 (2020년 6월말)

## 교통

### 철도
- 동일본 여객철도 아테라자와선

### 도로
- 야마가타 자동차도
- 국도 제112호선
- 국도 제458호선